# Allium ramosun
Allium ramosun es una especie de planta bulbosa del género Allium, perteneciente a la familia de las amarilidáceas, del orden de las Asparagales. Originaria de Asia.

## Descripción
Allium ramosun tiene los bulbos agrupados, subcilíndricos, de color amarillo opaco con la túnica de color marrón amarillento. Las hojas son lineares, de 1,5 a 8 mm de ancho, triangulaes con los márgenes y ángulos escabrosos-denticulados o suaves. Escapos de 25 a 60 cm, cilíndricos,  cubiertos con las vainas de las hojas sólo en la base. Umbela hemisférica a subglobosa, con muchas flores. Perianto de color blanco, a veces un poco teñido de color rojo pálido, con los segmentos de vena central de color rojo pálido. Su número cromosomático es de 2 n = 16, 32.

## Distribución y hábitat
Se encuentra en las colinas soleadas y prados, a una altitud de 500 - 2100 metros, en Gansu, Hebei, Heilongjiang, Jilin, Liaoning, Mongolia Interior, Ningxia, Qinghai, Shaanxi, Shandong, Shanxi, Xinjiang, Kazajistán, Mongolia y Rusia.

## Propiedades
Culinarias
Es conocida como ajo de montaña por su sabor similar al ajo, es una planta que se utiliza en sopas, salsas, aliños, sofritos y salteados. La planta muy parecida al cebollino pero sus hojas son planas.
Medicinales
Como otros miembros de la especie, se le reconocen propiedades desinfectantes. En la sabiduría popular, se le reconoce como un coadyuvante contra el cáncer. Su cultivo se realiza por división de plantas, en jardines y terrenos sueltos, fértiles y de abundante sol.

## Taxonomía
Allium ramosun fue descrita por  Carlos Linneo y publicado en Species Plantarum 1: 296, en el año 1753. (1 May 1753)
Etimología
Allium: nombre genérico muy antiguo. Las plantas de este género eran conocidos tanto por los romanos como por los griegos. Sin embargo, parece que el término tiene un origen celta y significa "quemar", en referencia al fuerte olor acre de la planta. Uno de los primeros en utilizar este nombre para fines botánicos fue el naturalista francés Joseph Pitton de Tournefort (1656-1708).
ramosum: epíteto latino que significa "con ramas".
Sinonimia
| - Aglitheis tatarica (L.f.) Raf. - Allium beckerianum Regel - Allium diaphanum Janka - Allium lancipetalum Y.P.Hsu - Allium odorum L. - Allium potaninii Regel - Allium ramosum Georgi | - Allium senescens Miq. - Allium tataricum L.f. - Allium tataricum Dryand. - Allium umbellatum Haller f. ex Steud. - Allium weichanicum Palib. - Butomissa tatarica (L.f.) Salisb. - Moly odorum (L.) Moench |